# Spel
För andra betydelser, se Spel (olika betydelser).

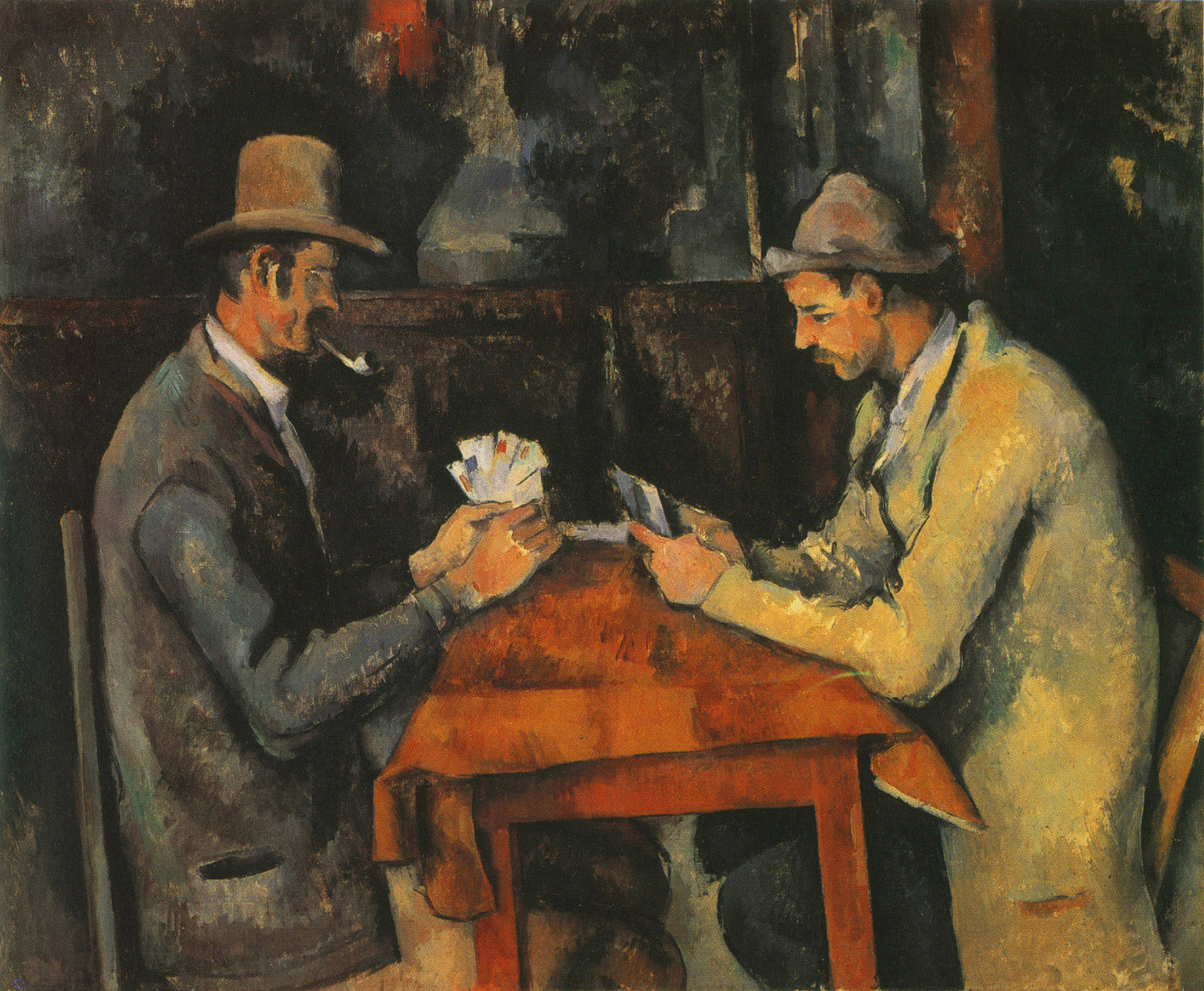
Kortspelarna, målning av Paul Cézanne.
Det finns många typer av kortspel, som är baserade både på tur och skicklighet.

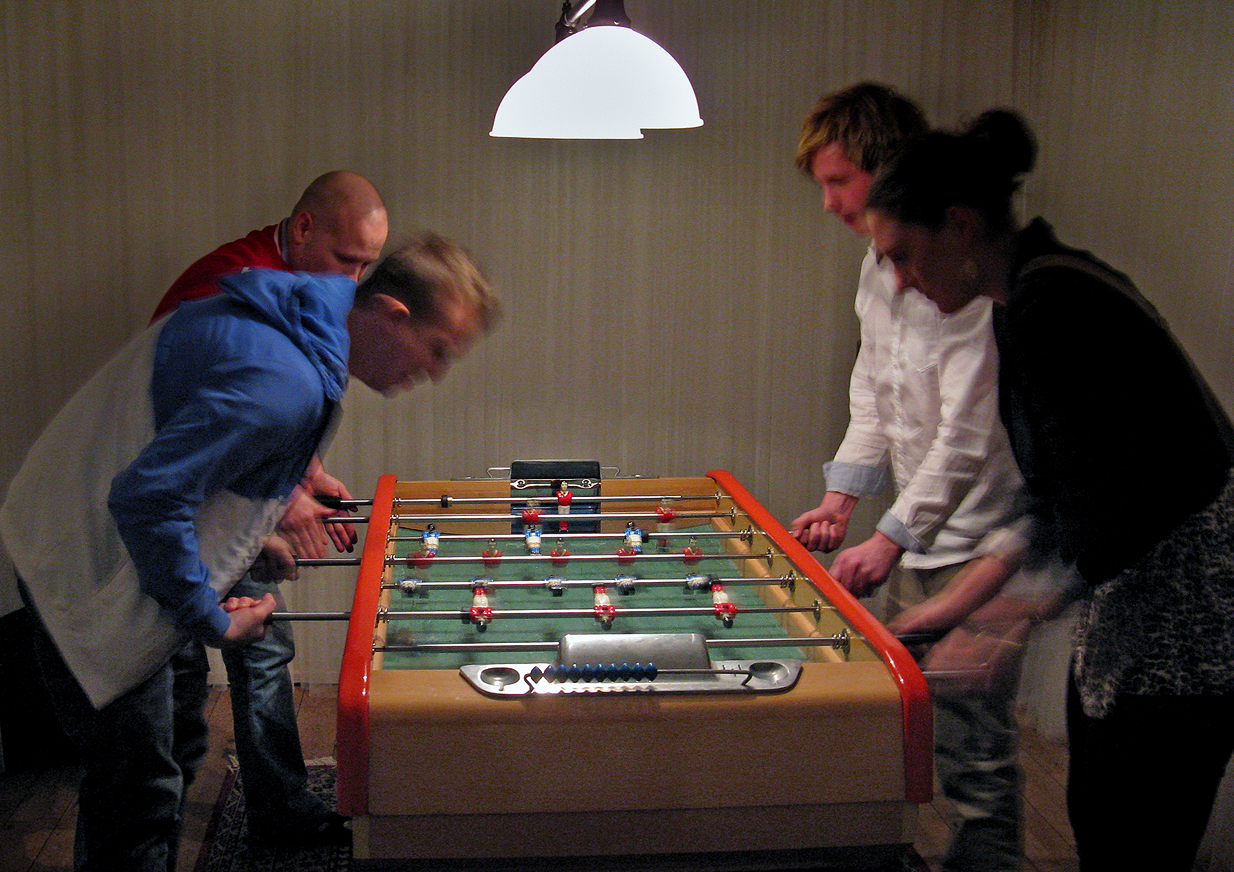
Fyra personer spelar en match bordsfotboll.

Ett spel eller sällskapsspel är en tävlingsinriktad sysselsättning, för en eller flera individer, som utövas enligt bestämda regler, och vanligen med hjälpmedel av något slag. Spelet drivs framåt av spelarens handlande i olika situationer antingen genom strategiska val eller slumpmässiga utfall, eller dessa kombinerade. Detta resulterar till slut i belöning eller straff, det vill säga vinst eller förlust, vilka skapar ett slags spänningsmoment.
Olika typer av spel har påträffats från så tidigt som 2600 år före Kristus, och har varit en betydande del i människans liv i alla kulturer. Senet, Mancala och Go är några av de äldsta spelen vi känner till.
Ofta handlar spel om att under en begränsad tid utföra vissa handlingar eventuellt med hjälp av vissa spelredskap, enligt vissa regler som är kända från början av de som deltar i spelet. Det finns dock spel där man bara tänker och pratar och inga särskilda redskap behövs, och det finns spel där inte alla regler är kända från början. Spel kan vara underhållning och tidsfördriv, men kan också vara intressanta i sig, lärorika eller pedagogiska, speciellt för barn, på grund av att intellektet stimuleras och uppövas. Inom spelteori analyseras spel med hjälp av matematik och logik. Vanlig spelforskning däremot, koncentrerar sig på de historiska och kulturella aspekterna av spel.
Ett spel utser ofta en vinnare eller ett vinnande lag. Vissa spel utser dock en förlorare, och åter andra spel ger varken vinnare eller förlorare. Ofta räknas inte sporter, som till exempel fotboll, som ett spel, men ibland gör de det. Gränsen är flytande. Dessutom skiljer man ibland mellan å ena sidan spel och å andra sidan lekar som till exempel hoppa hage, kurragömma, kasta snöboll med mera.

## Genrer

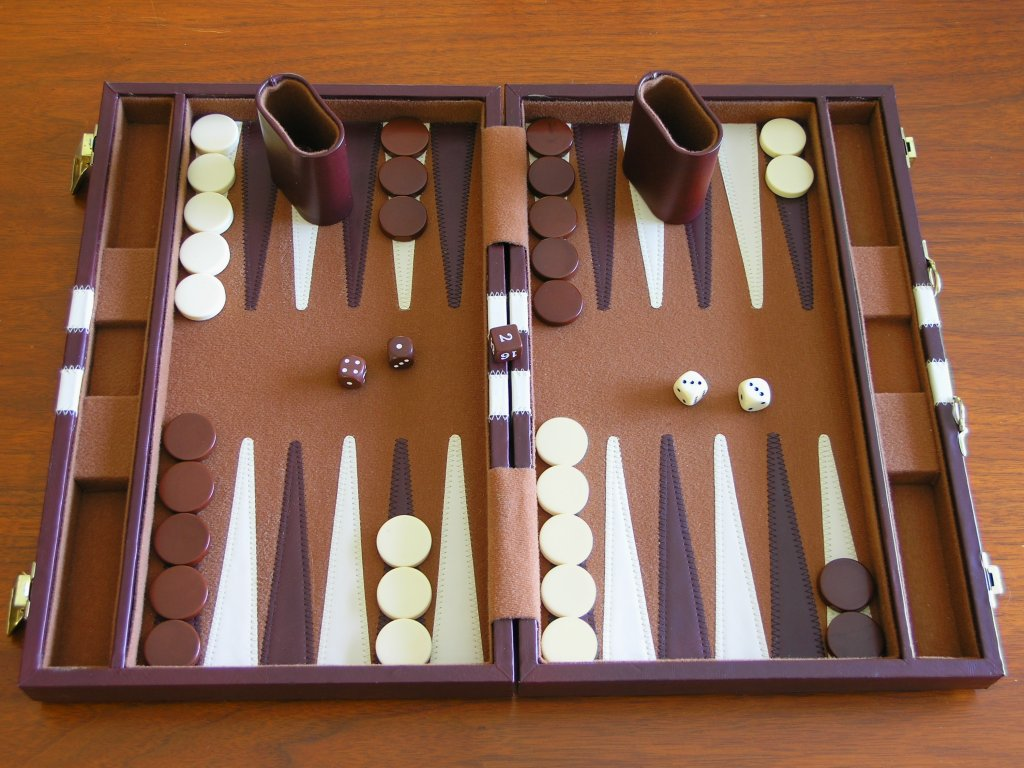
Backgammon är en typ av brädspel.

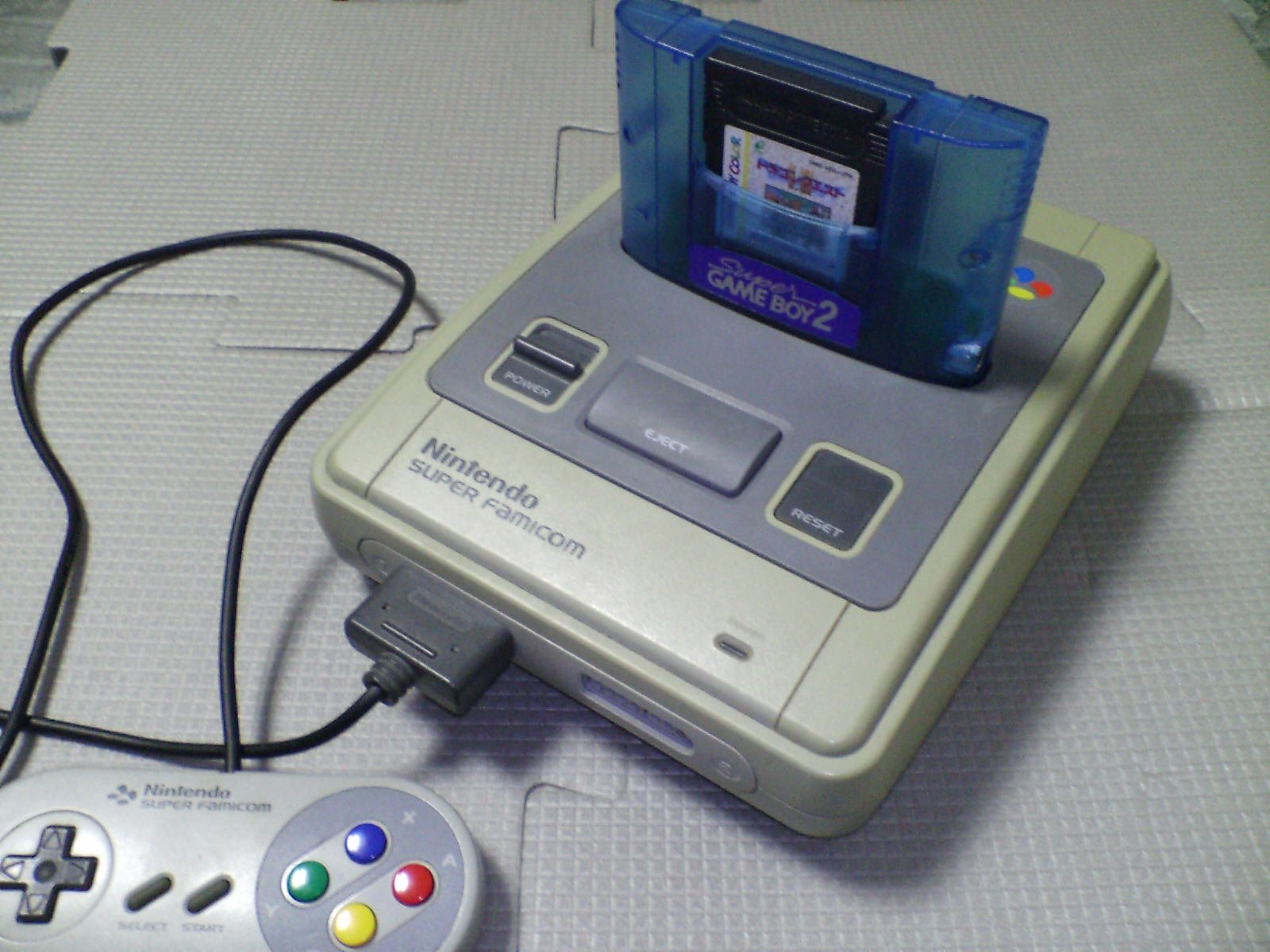
En spelkonsol

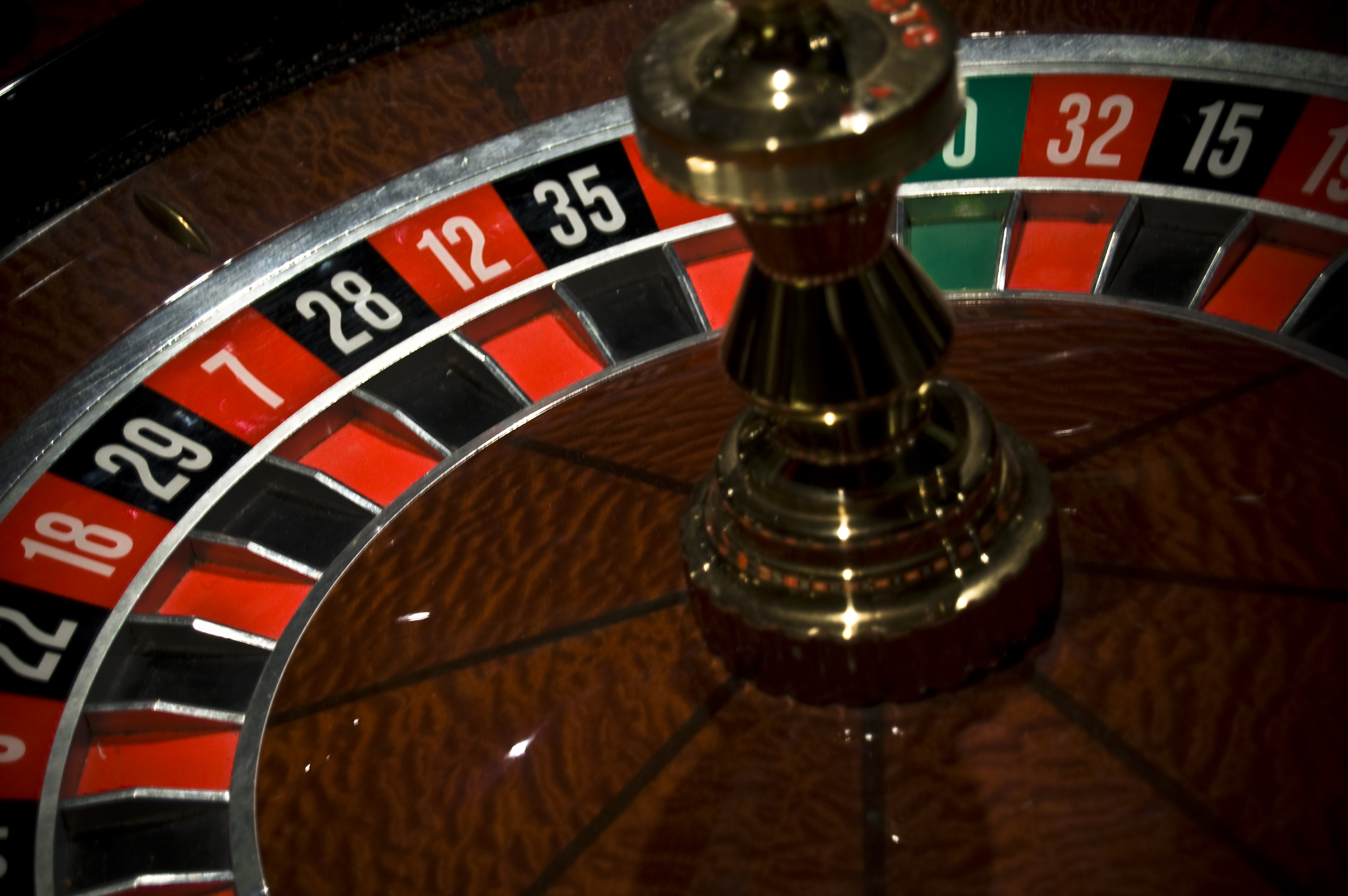
Roulette är ett spel som återfinns på bland annat kasinon

Man kan dela in spel i flera olika grupper:
- Kortspel är spel som spelas med spelkort. Exempel: Whist, Bridge, Poker, Black Jack, Kille, Skat, Rummy, Finns i sjön.

- Brickspel är spel som spelas med spelbrickor till exempel Domino eller Mahjong.

- Brädspel är spel som spelas på ett bräde där man flyttar runt spelpjäser enligt vissa regler. De delas upp i konkreta brädspel och abstrakta brädspel.
  - Typiska abstrakta brädspel är Schack, Backgammon, Go, Dam och Othello.
  - I de konkreta brädspelen brukar man förutom bräde och spelpjäser dessutom använda andra redskap såsom till exempel tärningar, låtsaspengar eller kort. De enklare, mer familjevänligare, brädspelen brukar kallas sällskapsspel. Ett typiskt sällskapsspel är Monopol. Brädspel som Risk eller World in Flames brukas kallas konfliktspel. Se även figurspel.

- I frågespel, även kallade frågelekar eller frågesportspel, sätts deltagarnas kunskaper på prov när de ska svara på kunskapsfrågor. Dessa räknas ibland som sällskapsspel, särskilt om man använder tärningar och bräde också som ju är typiskt just för sällskapsspelen. Exempel: Geni, Risky Business och Trivial Pursuit. Vissa frågespel är samtidigt TV-program: Jeopardy!, Vem vill bli miljonär?.

- Gissningsspel: Hänga gubbe, Tjugo frågor.

- I rollspel ska deltagarna anta roller, det vill säga låtsas vara någon annan än de egentligen är. Exempel: Drakar och Demoner, Call of Cthulhu, Mutant, Vampire: The Masquerade. Se även levande rollspel.

- Utomhusspel (eller utomhuslekar) utövas som framgår av namnet utomhus, till exempel på en gräsmatta. Detta vanligtvis på grund av att spelredskapen (bollar, klubbor, käglor etc.) är för stora för att använda inne. Exempel: Kubb, boule, pärk, cricket och krocket. Den här spelgruppen har inga klara gränser mot vad som bör definieras som idrott och vilka som är "riktiga" spel. Vad för slags aktivitet är till exempel Paintball? Andra spel/idrotter måste utövas i särskilda lokaler, som till exempel bowling och curling. Se även bollspel.

- Datorspel spelas antingen på en hemdator, eller på en spelkonsol vid tv:n, kallas dator- respektive TV-spel.

- Även elektro-mekaniska spel som till exempel flipperspel kan räknas ibland till samma grupp som elektroniska spel. Rent mekaniska spel som till exempel biljard kan anses bilda en egen grupp.

- En vag grupp som man skulle kunna kalla "pusselspel" innehåller sådant som pussel, träknutar, tangram, femtonspelet, Rubiks kub med mera. Här handlar det om att utmana sig själv och försöka lösa ett problem, i stället för att tävla med andra om vem som lyckas bäst med en uppgift. Många datorspel är också ensamspel av denna sort. Det finns också kortspel för en person av "pusselkaraktär"; dessa kallas patienser. Gränsen är flytande mellan dels "pusselspelen" i denna grupp, dels korsord, tankenötter, gåtor, "knep-och-knåp" och dylika aktiviteter. Ändå säger man nog inte att till exempel korsord är ett slags spel.

- Som en särskild grupp av spel kan man räkna hasardspel, vadslagningsspel. Det gemensamma för dessa är att man satsar (pengar, normalt) på en framtida händelse som kan inträffa eller ej, eller på en redan inträffad händelse vars utfall är åtminstone delvis obekant. Dessa spel har dock ett eget namn, och det är dobbel. Dock har det ordet en negativ klang, varför spel med pengar oftast kallas spel, vilket i sin tur har givit ordet spel en lite negativ klang. Ofta är ett vadslagningsspel kopplat till en viss sport, till exempel travsport där spelet går ut på att satsa på vilken häst man tror kommer att vinna. (Se tips.) Fotboll är en annan sport som det ofta spelas med pengar om, se Stryktipset och Måltipset. I Sverige har Svenska Spel monopol på att driva den här typen av spel. En särskild undergrupp av vadslagningsspel är de som spelas på kasino, till exempel roulette och automatspel av olika slag. Poker är både kortspel och vadslagningsspel. Helt slumpmässiga vadslagningsspel är Bingo, Lotto, Bingolotto samt lotterier och skraplotter av olika slag. Hasardspel kan delas upp i turspel och skicklighetsspel, där sportspelen huvudsakligen är skicklighetsspel och roulette och automatspel huvudsakligen är turspel.

- Korrespondensspel är spel där man spelar mot någon annan, men utan att träffas fysiskt. Istället skickar man sina drag över post/telefon/e-post.

- Sällskapsspel: Levande charader
  - Dryckesspel: Caps, Spritpoker

- Matematiska spel är sådana som kräver matematiskt tänkande, såsom Nim.
- Inte-röra-sig-spel är spel som exempelvis plockepinn,  jenga och råttfällan.